# Laternula creccina
Laternula creccina is een tweekleppigensoort uit de familie van de Laternulidae. De wetenschappelijke naam van de soort is voor het eerst geldig gepubliceerd in 1860 door Reeve.